# Juan de Badajoz (obispo)
Juan de Badajoz, también conocido como simplemente Juan, fue obispo de Badajoz entre los años 1286 y 1287. Los pocos datos que se conocen de este prelado proceden de una carta del rey  Sancho IV, llamado «el Bravo», otorgada en 1286. Fue notario de la reina María de Molina , esposa de Sancho IV.